# Barnardius
Barnardius is een geslacht van vogels uit de familie Psittaculidae (papegaaien van de Oude Wereld).

## Soorten
Het geslacht kent de volgende soort en ondersoorten:
- Barnardius zonarius – Port-lincolnparkiet
  - B. z. barnardi (Vigors & Horsfield, 1827) ZO-Australië
  - B. z. parkeri Forshaw & Joseph, 2016 NO-Zuid-Australië en ZW-Queensland
  - B. z. macgillivrayi (North, 1900) Oosten van het Noordelijk Territorium en NW-Queensland
  - B. z. semitorquatus (Quoy & Gaimard, 1830) ZW-West-Australië
  - B. z. zonarius (Shaw, 1805) rest van West-Australië tot Midden- en Zuid-Australië